# V 엔진
V 엔진(영어: V engine) 또는 Vee 엔진(영어: Vee engine)은 내연 기관의 일반적인 구성이다. 일반적으로 각 뱅크에 동일한 수의 실린더가 공통 크랭크 샤프트에 연결된 두 개의 실린더 뱅크로 구성되어 있다. 이 실린더 뱅크는 서로 비스듬히 배열되어 있으므로 엔진 전면에서 볼 때 뱅크가 "V"모양을 형성한다.
일반적으로 동등한 인라인 엔진보다 길이가 짧지만 절충안은 너비가 더 크다. V6, V8 및 V12 엔진은 각각 6개, 8개 또는 12개의 실린더가 있는 자동차 엔진의 가장 일반적인 레이아웃이다.

## 역사
최초의 V엔진 인 2기통 V-트윈은 Wilhelm Maybach가 설계했으며 1889년 Daimler Stahlradwagen 자동차에 사용되었다.
최초의 V8 엔진은 1903년에 Léon Levavasseur가 경주 용 보트와 비행기를 위해 설계 한 Antoinette 엔진의 형태로 생산되었다.최초의 V12 엔진은 다음 해 런던의 Putney Motor Works에서 경주용 보트에 사용하기 위해 생산되었다. 생산에 도달 한 최초의 V6 엔진은 1908년 독일의 Deutz Gasmotoren Fabrik이 가솔린 전기 철도 엔진 용 발전기로 사용하기 위해 출시했다.

## 형질
동등한 인라인 엔진 (6기통 미만의 엔진에서 가장 일반적인 구성)과 비교할 때 V 엔진은 길이가 더 짧지만 더 넓다. 이 효과는 엔진의 실린더 수에 따라 증가한다. V-트윈 엔진과 스트레이트 트윈 엔진의 길이 차이는 미미할 수 있지만 V8 엔진은 스트레이트 엔진보다 길이가 훨씬 짧다.일반적인 플랫 엔진에 비해 V 엔진은 더 좁고 키가 크며 질량 중심이 더 높다.

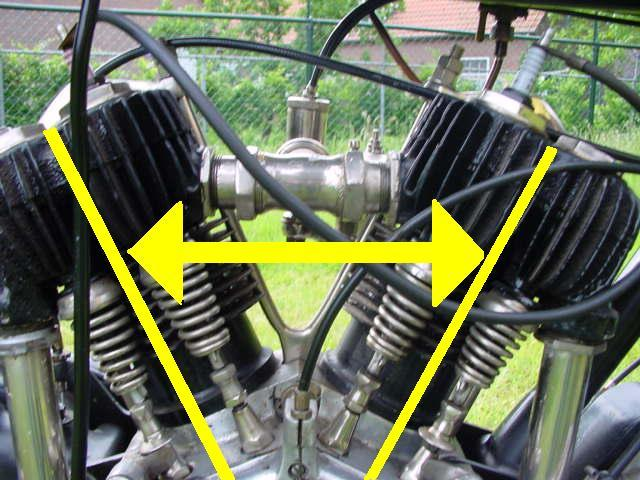

실린더 뱅크 사이의 "V-각도"(또는 포함된 각도)는 엔진마다 크게 다르다. 일부 엔진은 여러개의 페라리 V12 엔진과 같이 180도의 V각 (평형 엔진과 동일한 각도)을 사용한다.규모의 다른쪽 끝에서 1922년~1976년 Lancia V4 엔진과 1991- 현재 폭스바겐 VR6 엔진은 두 실린더 뱅크에서 사용되는 단일 실린더 헤드와 함께 10도만큼 작은 V-앵글을 사용한다.
V12 엔진의 엔진 밸런스는 완벽한 1차 및 2차 밸런스이다. 실린더 수가 적은 V 엔진의 경우 엔진 밸런스는 발사 간격, 크랭크 샤프트 카운터 웨이트 및 밸런서 샤프트의 존재 여부와 같은 요인에 따라 달라진다.

## 구성
- V-트윈 엔진
- V3 엔진
- V4 엔진
- V5 엔진
- V6 엔진
- V8 엔진
- V10 엔진
- V12 엔진
- V14 엔진
- V16 엔진
- V18 엔진
- V20 엔진
- V24 엔진
- V32 엔진

## 같이 보기
- 위키미디어 공용에 V 엔진 관련 미디어 분류가 있습니다.
- VR6  엔진
- H 엔진
- U 엔진